# 榎本加奈子

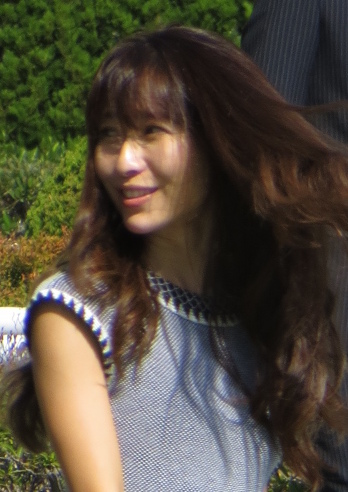
2013年10月6日

榎本加奈子 (英語：Kanako Enomoto, 1980年9月29日—)，日本女演员。東京都港区出身。

## 生平
1980年出生于东京都港区，肄业于日本音乐高等学校，2005年5月9日与棒球手佐佐木主浩结婚并宣布息影。

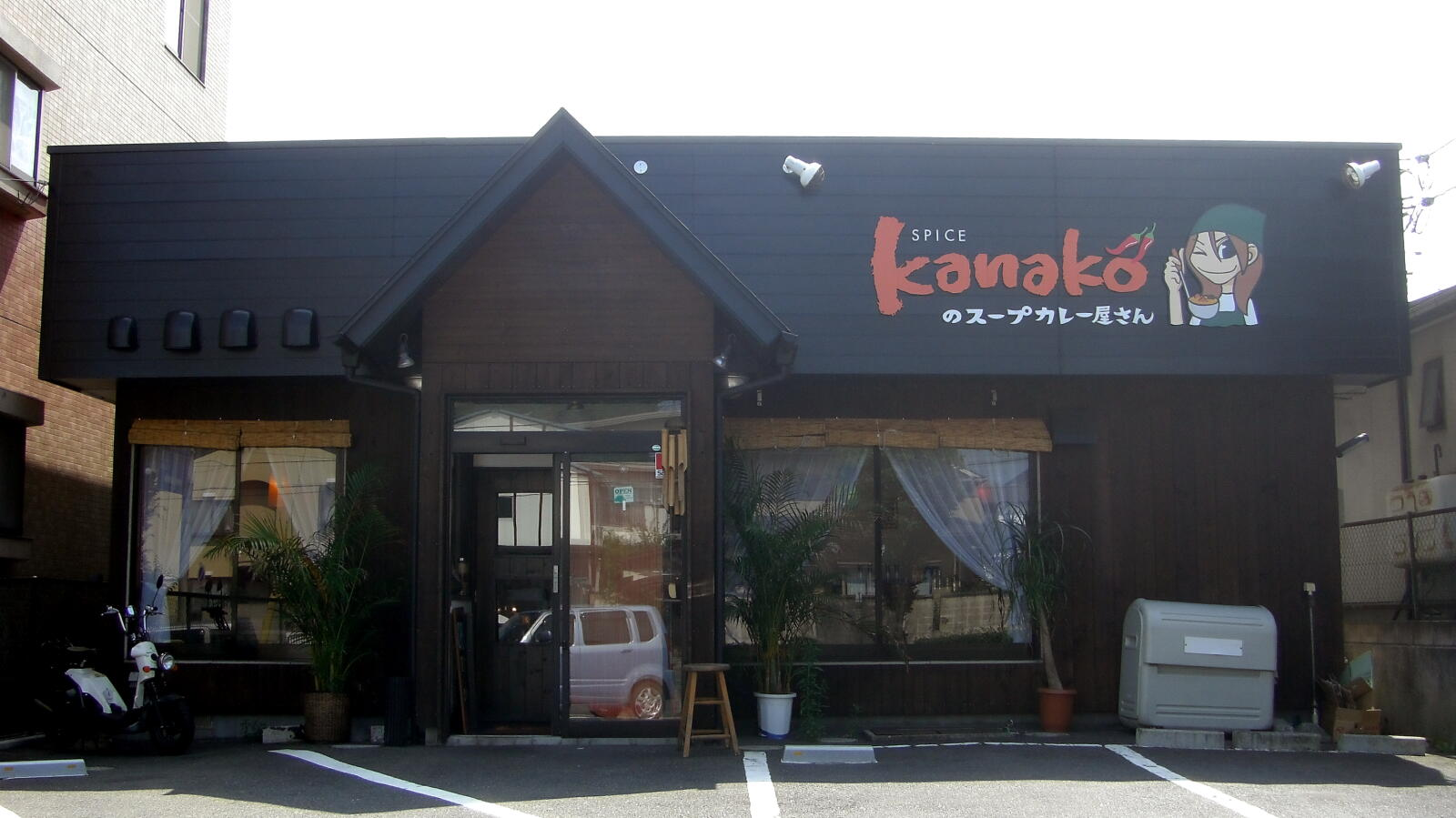
经营的咖喱店